# Ludwig Hauck
Ludwig Hauck (* 3. April 1870 in Heilbronn; † 22. März 1939 ebenda) war Inhaber der Zigarrenfabrik Joh. Ludw. Reiner in Heilbronn sowie Vorsitzender der Handelskammer Heilbronn, später deren Ehrenvorsitzender.

## Leben

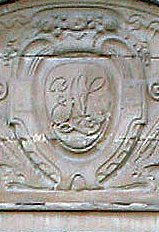
Initialen HL am Portal des Gebäudes Allee 18 in Heilbronn

Er entstammte der Fabrikantenfamilie Hauck und war der Sohn von Gustav von Hauck, der 1906 in den persönlichen Adelsstand erhoben wurde.
Hauck besuchte von Oktober 1876 bis 1885 das humanistische Gymnasium in Heilbronn. Danach machte er bis 1887 eine kaufmännische Lehre in der Firma seines Vaters, der Zigarrenfabrik Joh. Ludw. Reiner. Von Januar bis September 1888 vervollständigte er seine Ausbildung zum Kaufmann bei der Kolonialwarenhandlung Chr. Heinr. Schmidt jr. in Heilbronn.
Im Jahr 1888 trat er als Einjährig-Freiwilliger in das 3. Feldartillerie-Regiment „Königin-Mutter“ ein. 1897 wurde er als Premierleutnant in das 2. Fußartillerie-Regiment nach Metz versetzt und nach seinem Übergang zur Reserve am 8. Dezember 1902 zum Hauptmann der Landwehr-Fuß-Artillerie ernannt.
Während des Ersten Weltkriegs wurde Hauck am 24. Dezember 1917 Major und Kommandeur des 3. Landwehr-Fuß-Artillerie-Bataillons an der Westfront. Für seine Leistungen erhielt er das Eiserne Kreuz II. Klasse am schwarz-weißen Band, das Eiserne Kreuz I. Klasse, das Ritterkreuz I. Klasse des Friedrichs-Ordens mit Schwertern sowie den Militärverdienstorden IV. Klasse mit Krone und Schwertern.
Von 1889 bis 1890 wurde er bei der Tabakfirma Fese Ritter & Hillmann in Bremen und von 1890 bis 1891 bei der Zigarrenfabrik Steinmeister & Wellensiek in Bünde technisch ausgebildet. 1892 hospitierte er bei der Maklerfirma Nienhuys & Hestermann in Amsterdam. Ende des Jahres kehrte er zurück in die väterliche Firma. Dort erhielt er am 1. Januar 1893 Prokura; am 1. April 1893 wurde er Teilhaber der väterlichen Firma. Er veranlasste den erfolgreichen Weiterverkauf der Fabrikate, die früher vor allem in Württemberg und Bayern verkauft wurden, nach Norddeutschland.
Er folgte seinem Vater in den Aufsichtsrat der Zwirnerei Ackermann. In der Handelsbank Heilbronn war er Vorsitzender des Aufsichtsrats. Ebenso war er in den Aufsichtsräten anderer Unternehmungen tätig, entweder als Mitglied oder als Vorsitzender: So bei den NSU-Werken, im Heilbronner Salzwerk, in der Glashütte Heilbronn, bei der Schleppschifffahrt auf dem Neckar und bei der Süddeutschen Diskonto-Gesellschaft Mannheim.
1910 ließ er nach den Entwürfen des Architekten Adolf Braunwald die Villa an der Allee 18 in Heilbronn erbauen. Die Architektur der Villa Hauck orientierte sich am „späten Barockstil des französischen Sonnenkönigs Ludwig XIV“. Der kriegsbeschädigte Bau wurde in der Nachkriegszeit im Stil des Klassizismus wiederaufgebaut und 2011 abgebrochen.
Ludwig Hauck bekleidete mehrere öffentliche Ämter. So war er von 1905 bis 1907 Mitglied im Bürgerausschuss, von 1907 bis 1919 war er Gemeinderatsmitglied, von 1929 bis 1933 war er Präsident der IHK, sowie von 1932 bis 1933 Gründungspräsident und Präsident des Rotary Clubs Heilbronn. Bei seinen ehrenamtlichen Tätigkeiten wurde ihm besonderes Ansehen zuteil:

„Das Ansehen, das Ludwig Hauck bei der Bürgerschaft Heilbronns genoss, geht daraus hervor, daß er, ohne Mitglied einer politischen Partei zu sein, 1905 in den Bürgerausschuß, 1907 in den Gemeinderat gewählt wurde, dem er bis 1919 angehörte …“

Gemeinsam mit seinem Bruder Otto Hauck wurde er im Jahrbuch des Vermögens und Einkommens der Millionäre in Württemberg erwähnt:

„Mit nur drei Millionen Mark wurden aufgeführt […] Kommerzienrat Ludwig Hauck von der Firma Johann Ludwig Reiner, Zigarrenfabrik, und Fabrikant Otto Hauck vom gleichen Unternehmen […]“

Das Stuttgarter Neues Tagblatt würdigte ihn nach seinem Tod in einem Nachruf.

## Archivalien
- Stadtarchiv Heilbronn, Datenbank Heilbronn, Archivsignatur ZS-10159